# Premio Pulitzer per la saggistica
Il premio Pulitzer per la saggistica (Pulitzer Prize for General Non-Fiction) è un premio letterario assegnato annualmente dal 1962 a un'opera di saggistica di un autore statunitense, che non sia compresa in un'altra categoria dei Pulitzer (saggi biografici o sulla storia degli Stati Uniti).
A partire dal 1980 vengono annunciati oltre ai vincitori anche i finalisti.

## Albo d'oro
I vincitori sono indicati in grassetto, a seguire i finalisti.

### Anni 1962-1969
- 1962: Come si fa il presidente (The Making of the President, 1960) di Theodore White
- 1963: I cannoni d'agosto (The Guns of August) di Barbara W. Tuchman
- 1964: Società e intellettuali in America (Anti-intellectualism in American Life) di Richard Hofstadter
- 1965: O Strange New World di Howard Mumford Jones
- 1966: Wandering Through Winter di Edwin Way Teale
- 1967: Il problema della schiavitù nella cultura occidentale (The Problem of Slavery in Western Culture) di David Brion Davis
- 1968: Rousseau e la rivoluzione (Rousseau and Revolution), decimo volume di Storia della civiltà (The Story of Civilization) di Will e Ariel Durant
- 1969: So Human An Animal di René Jules Dubos, ex aequo con Le armate della notte (The Armies of the Night) di Norman Mailer

### Anni 1970-1979
- 1970: La verità di Gandhi (Gandhi's Truth) di Erik H. Erikson
- 1971: L'eclisse del Sol Levante (The Rising Sun) di John Toland
- 1972: Stilwell and the American Experience in China, 1911-45 di Barbara W. Tuchman
- 1973: Il lago in fiamme: storia della guerra in Vietnam (Fire in the Lake: The Vietnamese and the Americans in Vietnam) di Frances FitzGerald ex aequo I figli della crisi: psicanalisi del razzismo (Children of Crisis), volumi II e III di Robert Coles
- 1974: Il rifiuto della morte (The Denial of Death) di Ernest Becker
- 1975: Pilgrim at Tinker Creek di Annie Dillard
- 1976: Why Survive? Being Old In America di Robert Neil Butler
- 1977: Beautiful Swimmers di William W. Warner
- 1978: I draghi dell'Eden: considerazioni sull'evoluzione dell'intelligenza umana (The Dragons of Eden) di Carl Sagan
- 1979: Sulla natura umana (On Human Nature) di Edward O. Wilson

### Anni 1980-1989
- 1980: Gödel, Escher, Bach: un'eterna ghirlanda brillante (Gödel, Escher, Bach: an Eternal Golden Braid) di Douglas Hofstadter
  - La medusa e il mollusco e altri appunti di un biologo (The Medusa and the Snail) di Lewis Thomas
  - The Madwoman in the Attic di Sandra M. Gilbert e Susan Gubar
- 1981: Vienna fin de siècle : politica e cultura (Fin-de-Siècle Vienna: Politics and Culture) di Carl E. Schorske
  - Tenebre addio: memorie della guerra del Pacifico (Goodbye, Darkness: A Memoir of the Pacific War) di William Manchester
  - China Men di Maxine Hong Kingston
  - Southerners: A Journalist's Odyssey di Marshall Frady
- 1982: The Soul of a New Machine di Tracy Kidder
  - Mrs. Harris: The Death of the Scarsdale Diet Doctor di Diana Trilling
  - Basin and Range di John McPhee
- 1983: Is There No Place On Earth For Me? di Susan Sheehan
  - Il destino della terra (The Fate of the Earth) di Jonathan Schell
  - Terrorists and Novelists di Diane Johnson
- 1984: The Social Transformation of American Medicine di Paul Starr
  - Wild Justice di Susan Jacoby
  - Conversations With the Enemy di Winston Groom e Duncan Spencer
- 1985: The Good War: An Oral History of World War Two di Studs Terkel
  - Endless Enemies di Jonathan Kwitny
  - Dawn to the West di Donald Keene
- 1986: Common Ground: A Turbulent Decade in the Lives of Three American Families di J. Anthony Lukas ex aequo Move Your Shadow: South Africa, Black and White di Joseph Lelyveld
  - Le abitudini del cuore: individualismo e impegno nella società complessa (Habits and the Heart: Individualism and Commitment in American Life) di Robert Neelly Bellah
- 1987: Arab and Jew: Wounded Spirits in a Promised Land di David K. Shipler
  - Rising from the Plains di John McPhee
  - Rain or Shine: A Family Memoir di Cyra McFadden
- 1988: L'invenzione della bomba atomica (The Making of the Atomic Bomb) di Richard Rhodes
  - Caos (Chaos: Making a New Science) di James Gleick
  - Setting Limits: Medical Goals in an Aging Society di Daniel Callahan
- 1989: Vietnam. Una sporca bugia (A Bright Shining Lie: John Paul Vann and America in Vietnam) di Neil Sheehan
  - The Last Farmer di Howard Kohn
  - L'avventura dell'universo: da Aristotele alla teoria dei quanti e oltre (Coming of Age in the Milky Way) di Timothy Ferris
  - Danger and Survival di McGeorge Bundy

### Anni 1990-1999
- 1990: E i loro figli dopo di loro: l'eredità di Sia lode ora a uomini di fama (And Their Children After Them: The Legacy of Let Us Now Praise Famous Men: James Agee, Walker Evans, and the Rise and Fall of Cotton in the South) di Dale Maharidge e Michael Williamson
  - La vita meravigliosa: i fossili di Burgess e la natura della storia (Wonderful Life: The Burgess Shale and the Nature of History) di Stephen Jay Gould
  - Una pace senza pace: la caduta dell'impero ottomano e la nascita del Medio Oriente moderno (A Peace to End All Peace: Creating the Modern Middle East 1914-1922) di David Fromkin
- 1991: Formiche: storia di un'esplorazione scientifica (The Ants) di Bert Hölldobler e Edward O. Wilson
  - Looking for a Ship di John McPhee
  - River of Traps: A Village Life di William duBuys e Alex Harris
- 1992: Il premio. L'epica corsa al petrolio, al potere e al denaro (The Prize: The Epic Quest for Oil, Money, and Power) di Daniel Yergin
  - Chain Reaction: The Impact of Race, Rights, and Taxes on American Politics di Thomas Byrne Edsall e Mary D. Edsall
  - Broken Vessels di Andre Dubus
- 1993: Lincoln a Gettysburg: le parole che hanno unito l'America (Lincoln at Gettysburg: The Words That Remade America) di Garry Wills
  - Days of Obligation: An Argument with My Mexican Father di Richard Rodriguez
  - Where the Buffalo Roam di Anne Matthews
  - A Chorus of Stones: The Private Life of War di Susan Griffin
- 1994: Lenin's Tomb: The Last Days of the Soviet Empire di David Remnick
  - The Cultivation of Hatred: The Bourgeois Experience, Victoria to Freud di Peter Gay
  - The End of the Twentieth Century: And the End of the Modern Age di John Lukacs
- 1995: Il becco del fringuello: giorno per giorno l'evoluzione delle specie (The Beak of the Finch: A Story of Evolution In Our Time) di Jonathan Weiner
  - Come moriamo: riflessioni sull'ultimo capitolo della vita (How We Die: Reflections on Life's Final Chapter) di Sherwin B. Nuland
  - Mezzanotte nel giardino del bene e del male (Midnight in the Garden of Good and Evil: A Savannah Story) di John Berendt
- 1996: The Haunted Land: Facing Europe's Ghosts After Communism di Tina Rosenberg
  - Il gabinetto delle meraviglie di mr. Wilson (Mr. Wilson's Cabinet of Wonder) di Lawrence Weschler
  - L'idea pericolosa di Darwin: l'evoluzione e i significati della vita (Darwin's Dangerous Idea: Evolution and The Meanings of Life) di Daniel C. Dennett
- 1997: Ashes To Ashes: America's Hundred-Year Cigarette War, The Public Health, And The Unabashed Triumph of Philip Morris di Richard Kluger
  - Fame and Folly di Cynthia Ozick
  - The Inheritance: How Three Families and America Moved from Roosevelt to Reagan and Beyond di Samuel G. Freedman
- 1998: Armi, acciaio e malattie: breve storia del mondo negli ultimi tredicimila anni (Guns, Germs, and Steel: The Fates of Human Societies) di Jared Diamond
  - Come funziona la mente (How the Mind Works) di Steven Pinker
  - Aria sottile (Into Thin Air: A Personal Account of the Mount Everest Disaster) di Jon Krakauer
- 1999: Annals of the Former World di John McPhee
  - Non è colpa dei genitori: la nuova teoria dell'educazione (The Nurture Assumption: Why Children Turn Out the Way They Do) di Judith Rich Harris
  - Crime and Punishment in America di Elliott Currie

### Anni 2000-2009
- 2000: Embracing Defeat: Japan in the Wake of World War II di John W. Dower
  - Living on the Wind: Across the Hemisphere with Migratory Birds di Scott Weidensaul
  - L'universo elegante: superstringhe, dimensioni nascoste e la ricerca della teoria ultima (The Elegant Universe: Superstrings, Hidden Dimensions and the Quest for the Ultimate Theory) di Brian Greene
- 2001: Hirohito and the Making of Modern Japan di Herbert P. Bix
  - L'opera struggente di un formidabile genio (A Heartbreaking Work of Staggering Genius) di Dave Eggers
  - Newjack: Guarding Sing Sing di Ted Conover
- 2002: Carry Me Home: Birmingham, Alabama, the Climactic Battle of the Civil Rights Revolution di Diane McWhorter
  - Il demone di mezzogiorno. Depressione: la storia, la scienza, le cure (The Noonday Demon: An Atlas of Depression) di Andrew Solomon
  - War in a Time of Peace: Bush, Clinton, and the Generals di David Halberstam
- 2003: Voci dall'inferno. L'America e l'era del genocidio (A Problem from Hell: America and the Age of Genocide) di Samantha Power
  - The Anthropology of Turquoise: Meditations on Landscape, Art, and Spirit di Ellen Meloy
  - Tabula rasa: perché non e vero che gli uomini nascono tutti uguali (The Blank Slate: the Modern Denial of Human Nature) di Steven Pinker
- 2004: Gulag: storia dei campi di concentramento sovietici (Gulag: A History) di Anne Applebaum
  - The Mission: Waging War and Keeping Peace with America's Military di Dana Priest
  - Rembrandt's Jews di Steven Nadler
- 2005: La guerra segreta della CIA: l'America, l'Afghanistan e Bin Laden dall'invasione sovietica al 10 settembre 2001 (Ghost Wars: The Secret History of the CIA, Afghanistan, and Bin Laden, from the Soviet Invasion to September 10, 2001) di Steve Coll
  - L'autostrada del diavolo: una storia vera (The Devil's Highway: A True Story) di Luís Alberto Urrea
  - Maximum City: Bombay città degli eccessi (Maximum City: Bombay Lost and Found) di Suketu Mehta
- 2006: Imperial Reckoning: The Untold Story of Britain's Gulag in Kenya di Caroline Elkins
  - The Assassins' Gate: America in Iraq di George Packer
  - Dopoguerra: come è cambiata l'Europa dal 1945 a oggi (Postwar: A History of Europe Since 1945) di Tony Judt
- 2007: Le altissime torri: come Al-Qaeda giunse all'11 settembre (The Looming Tower: Al-Qaeda and the Road to 9/11) di Lawrence Wright
  - Il grande fiasco: l'avventura militare americana in Iraq (Fiasco: The American Military Adventure in Iraq) di Thomas E. Ricks
  - Crazy: A Father's Search Through America's Mental Health Madness di Pete Earley
- 2008: Gli anni dello sterminio: la Germania nazista e gli ebrei: 1939-1945 (The Years of Extermination: Nazi Germany and the Jews, 1939-1945) di Saul Friedländer
  - Il resto è rumore: ascoltare il XX secolo (The Rest Is Noise: Listening to the Twentieth Century) di Alex Ross
  - The Cigarette Century di Allan Brandt
- 2009: Slavery by Another Name: The Re-Enslavement of Black Americans from the Civil War to World War II di Douglas A. Blackmon
  - The Bitter Road to Freedom: A New History of the Liberation of Europe di William I. Hitchcock
  - Gandhi and Churchill: The Epic Rivalry That Destroyed an Empire and Forged Our Age di Arthur Herman

### Anni 2010-2019
- 2010: The Dead Hand: The Untold Story of the Cold War Arms Race and Its Dangerous Legacy di David E. Hoffman
  - Come crollano i mercati. La logica delle catastrofi economiche (How Markets Fail: The Logic of Economic Calamities) di John Cassidy
  - L'evoluzione di Dio (The Evolution of God) di Robert Wright
- 2011: L'imperatore del male. Una biografia del cancro (The Emperor of All Maladies: A Biography of Cancer) di Siddhartha Mukherjee
  - Internet ci rende stupidi? Come la rete sta cambiando il nostro cervello (The Shallows: What the Internet Is Doing to Our Brain) di Nicholas Carr
  - Empire of the Summer Moon: Quanah Parker and the Rise and Fall of the Comanches, the Most Powerful Indian Tribe in American History di S.C. Gwynne
- 2012: Il manoscritto. Come la riscoperta di un libro perduto cambiò la storia della cultura europea (The Swerve: How the World Became Modern) di Stephen Greenblatt
  - One Hundred Names For Love: A Stroke, a Marriage, and the Language of Healing di Diane Ackerman
  - Unnatural Selection: Choosing Boys over Girls, and the Consequences of a World Full of Men di Mara Hvistendahl
- 2013: Devil in the Grove: Thurgood Marshall, the Groveland Boys di Gilbert King
  - Belle per sempre (Behind the Beautiful Forevers: Life, Death and Hope in a Mumbai Undercity) di Katherine Boo
  - The Forest Unseen: A Year's Watch in Nature di David George Haskell
- 2014: Toms River: A Story of Science and Salvation di Dan Fagin
  - The Blood Telegram: Nixon, Kissinger and a Forgotten Genocide di Gary J. Bass
  - The Insurgents: David Petraeus and the Plot to Change the American Way of War di Fred Kaplan
- 2015: La sesta estinzione: una storia innaturale (The Sixth Extinction: An Unnatural History) di Elizabeth Kolbert
  - No Good Men Among the Living di Anand Gopal
  - Age of Ambition: Chasing Fortune, Truth, and Faith in the New China di Evan Osnos
- 2016: Bandiere Nere. La nascita dell' Isis (Black Flags: The Rise of ISIS) di Joby Warrick
  - Tra me e il mondo (Between the World and Me) di Ta-Nehisi Coates
  - If the Oceans Were Ink: An Unlikely Friendship and a Journey to the Heart of Quran di Carla Power
- 2017: Evicted: Poverty and Profit in the American City di Matthew Desmond[2]
  - In a Different Key: The Story of Autism di John Donvan e Caren Zucker
  - The Politics of Mourning: Death and Honor in Arlington National Cemetery di Micki McElya
- 2018: Locking Up Our Own: Crime and Punishment in Black America di James Forman Jr.
  - The Evolution of Beauty: How Darwin's Forgotten Theory of Mate Choice Shapes the Animal World and Us di Richard O. Prum
  - Notes on a Foreign Country: An American Abroad in a Post-American World di Suzy Hansen
- 2019: Amity and Prosperity: One Family and the Fracturing of America di Eliza Griswold
  - In a Day’s Work: The Fight to End Sexual Violence Against America’s Most Vulnerable Workers di Bernice Yeung
  - Rising: Dispatches from the New American Shore di Elizabeth Rush

### Anni 2020-2029
- 2020: The End of the Myth: From the Frontier to the Border Wall in the Mind of America di Greg Grandin ex aequo Non morire (The Undying: Pain, Vulnerability, Mortality, Medicine, Art, Time, Dreams, Data, Exhaustion, Cancer, and Care) di Anne Boyer
  - Elderhood: Redefining Aging, Transforming Medicine, Reimagining Life di Louise Aronson
  - Solitary di Albert Woodfox e Leslie George
- 2021: Wilmington’s Lie: The Murderous Coup of 1898 and the Rise of White Supremacy di David Zucchino
  - Minor Feelings: An Asian American Reckoning di Cathy Park Hong
  - Yellow Bird: Oil, Murder, and a Woman's Search for Justice in Indian Country di Sierra Crane Murdoch
- 2022[3]: Invisible Child: Poverty, Survival & Hope in an American City di Andrea Elliott
  - Home, Land, Security: Deradicalization and the Journey Back from Extremism di Carla Power
  - The Family Roe: An American Story di Joshua Prager
- 2023[4]: His Name Is George Floyd: One Man's Life and the Struggle for Racial Justice di Robert Samuels e Toluse Olorunnipa
  - Kingdom of Characters: The Language Revolution That Made China Modern di Jing Tsu
  - Suoni fragili e selvaggi (Sounds Wild and Broken: Sonic Marvels, Evolution’s Creativity, and the Crisis of Sensory Extinction) di David George Haskell
  - Under the Skin: The Hidden Toll of Racism on American Lives and on the Health of Our Nation di Linda Villarosa
- 2024[5]: Un giorno nella vita di Abed Salama (A Day in the Life of Abed Salama: Anatomy of a Jerusalem Tragedy) di Nathan Thrall
  - L'età del fuoco. Una storia vera da un mondo sempre più caldo (Fire Weather: A True Story From a Hotter World) di John Vaillant
  - Rosso cobalto. Come il sangue del Congo alimenta le nostre vite (Cobalt Red: How the Blood of the Congo Powers Our Lives) di Siddharth Kara